# Villar de Corneja
Villar de Corneja – gmina w Hiszpanii, w prowincji Ávila, w Kastylii i León, o powierzchni 6,88 km². W 2011 roku gmina liczyła 48 mieszkańców.